# Virus (Automarke)
Virus war eine französische Automarke.

## Unternehmensgeschichte
Das Unternehmen Garage Renouvier von Pierre Brissonnet war in Paris in der Rue Renouvier 4 nahe Père-Lachaise beheimatet. 1930 begann die Produktion von Automobilen, die als Virus vermarktet wurden. 1935 endete die Produktion. Nach dem Zweiten Weltkrieg wurden erneut Fahrzeuge hergestellt, die nun als Brissonnet vermarktet wurden.

## Fahrzeuge
Hergestellt wurden hauptsächlich Motorräder und Seitenwagen. Daneben gab es auch Kleinwagen. Für den Antrieb sorgte ein Zweitaktmotor mit 350 cm³ Hubraum. Die Fahrzeuge verfügten über Frontantrieb. Der Entwurf stammte von einem Herrn Renaud, der später selbst Autos herstellte.